# Jiří Jobánek
Jiří Jobánek (19. srpna 1923, Dolní Loučky u Tišnova – 9. července 2002, Brno) byl český středoškolský učitel a spisovatel.

## Životopis
V roce 1942 absolvoval v Brně klasické gymnázium. Pak byl totálně nasazen v místní zbrojovce. V letech 1945–1948 vystudoval obory historie a filozofie na brněnské filozofické fakultě a začal učit na venkovských školách v Kunštátě (1950–1956) a Tvarožné (1956–1960). V roce 1948 se oženil s Věrou Sládkovou. V roce 1961 PhDr. Jiří Jobánek získal místo středoškolského učitele na gymnáziu v Brně, kde učil mj. Miroslava Donutila. Psát začal od roku 1959, science fiction od roku 1962. Napsal 10 velkých prací. Zajímal se o řečtinu, latinu, němčinu, umění, historii obecně. Vyučoval externě na JAMU v letech 1965–1969. Rozvedl se roku 1965. Do důchodu odešel roku 1984. V letech 1990–1991 pracoval v Kabinetu společenských věd jako odborný asistent. Byl aktivním ve Společnosti pro Moravu a Slezsko, v Helsinském sdružení, Československém fandomu a dalších organizacích. V roce 1990 kandidoval do Sněmovny národů Federálního shromáždění ČSFR na kandidátce Hnutí za samosprávnou demokracii – Společnost pro Moravu a Slezsko. Zúčastnil se řady Parconů. Zemřel v Brně ve svých téměř 80 letech, v červenci 2002.

## Literární dílo

### Povídky
- Šalamounův pás, sbírka povídek z roku 1972
- Cínové poháry (1980), ze současnosti
- Orfeus v podsvětí  , v antologii SF Stalo se zítra 1984

### Romány a novely
- Lodička (1959), próza ze současnosti
- Havárie (1964), próza ze současnosti
- Stříbrné ostrovy (Čs.spisovatel 1965), postkatastrofický SF román
- Kapitán a kráska (1981), detektivní román
- Návraty tažných ptáků (1982)
- Hledání uzlů (1985)
- Tvář bohyně Tanit (Naše vojsko 1987), historický román se SF prvky, první díl trilogie
- Nefritová brána (1996), druhý díl
- Královští hadi (1997), třetí díl – nedokončený